# Chevry (Ain)
Chevry egy település Franciaországban, Ain megyében. Lakosainak száma 2301 fő (2022. január 1.). Chevry Crozet, Échenevex, Prévessin-Moëns, Saint-Genis-Pouilly és Ségny községekkel határos.

## Népesség
A település népességének változása:
| Lakosok száma | 346  | 637  | 733  | 1118 | 1396 | 1525 | 1812 | 2149 | 2226 | 2301 |
|               | 1968 | 1982 | 1990 | 2006 | 2013 | 2015 | 2017 | 2019 | 2020 | 2022 |